# Laboratorio della civiltà industriale
Il Laboratorio della civiltà industriale di Schio è un museo diffuso nato con lo scopo di divulgare e promuovere la conoscenza del grande patrimonio di archeologia industriale presente nella zona.

## Gli itinerari
Il Laboratorio della civiltà industriale di Schio presenta vari itinerari, ognuno dei quali focalizza diversi aspetti dell'evoluzione industriale di Schio. Gli itinerari sono percorsi con il supporto di guide.

### Primo itinerario
Schio e Alessandro Rossi: dalla fabbrica alla Città della lana
Il primo itinerario è preceduto da una presentazione con materiale audiovisivo; segue il vero e proprio itinerario che illustra l'impatto a livello industriale, economico, sociale, urbanistico, determinato da Alessandro Rossi a Schio, e prevede visite presso il lanificio Conte, il lanificio Francesco Rossi con la vicina Fabbrica Alta, il giardino Jacquard, l'asilo Rossi, il nuovo quartiere operaio con le sue diverse tipologie abitative. Conclude il percorso la chiesa di Sant'Antonio ed il monumento al Tessitore.

### Secondo itinerario
Acqua ed energia
Anche questo itinerario è preceduto dalla visione di materiale audiovisivo. Il percorso evidenzia l'importanza ed il ruolo dell'acqua utilizzata come forza motrice nella prima industrializzazione. L'itinerario costeggia a tratti la roggia Maestra, canale artificiale scavato nel XIII secolo come deviazione del torrente Leogra ed utilizzato come fonte d'irrigazione e per attività manifatturiere artigianali, protoindustriali ed industriali. L'itinerario prende il via presso la centrale idroelettrica ottocentesca "molino di Poleo"; prosegue presso il lanificio Cazzola attraversato dalla Roggia Maestra, poi in maniera analoga presso il lanificio Conte pur esso attraversato dalla roggia.

### Terzo itinerario
Lanificio Conte... un filo lungo 250 anni di storia industriale
Visita degli stabilimenti storici del lanificio Conte, antico opificio ubicato nel centro storico di Schio e notevole sito di archeologia industriale. Gli stabilimenti sono stati restaurati nel 2007 e conservano documenti riguardanti la storia della azienda fondata nel 1757 con richiami all'industrializzazione nazionale ed europea; conserva inoltre alcuni macchinari d'epoca per la lavorazione della lana.

### Laboratorio
La lana ed altre fibre tessili
Un laboratorio, proposto anche sotto forma di gioco, che cerca di illustrare la lana, da dove si ricava e la sua lavorazione, è dedicato a giovani studenti che possono anche toccare diversi tipi di fibre e creare un piccolo lavoro in lana o filato.